# San Andrés Semetabaj
San Andrés Semetabaj est une ville du Guatemala dans le département de Sololá.

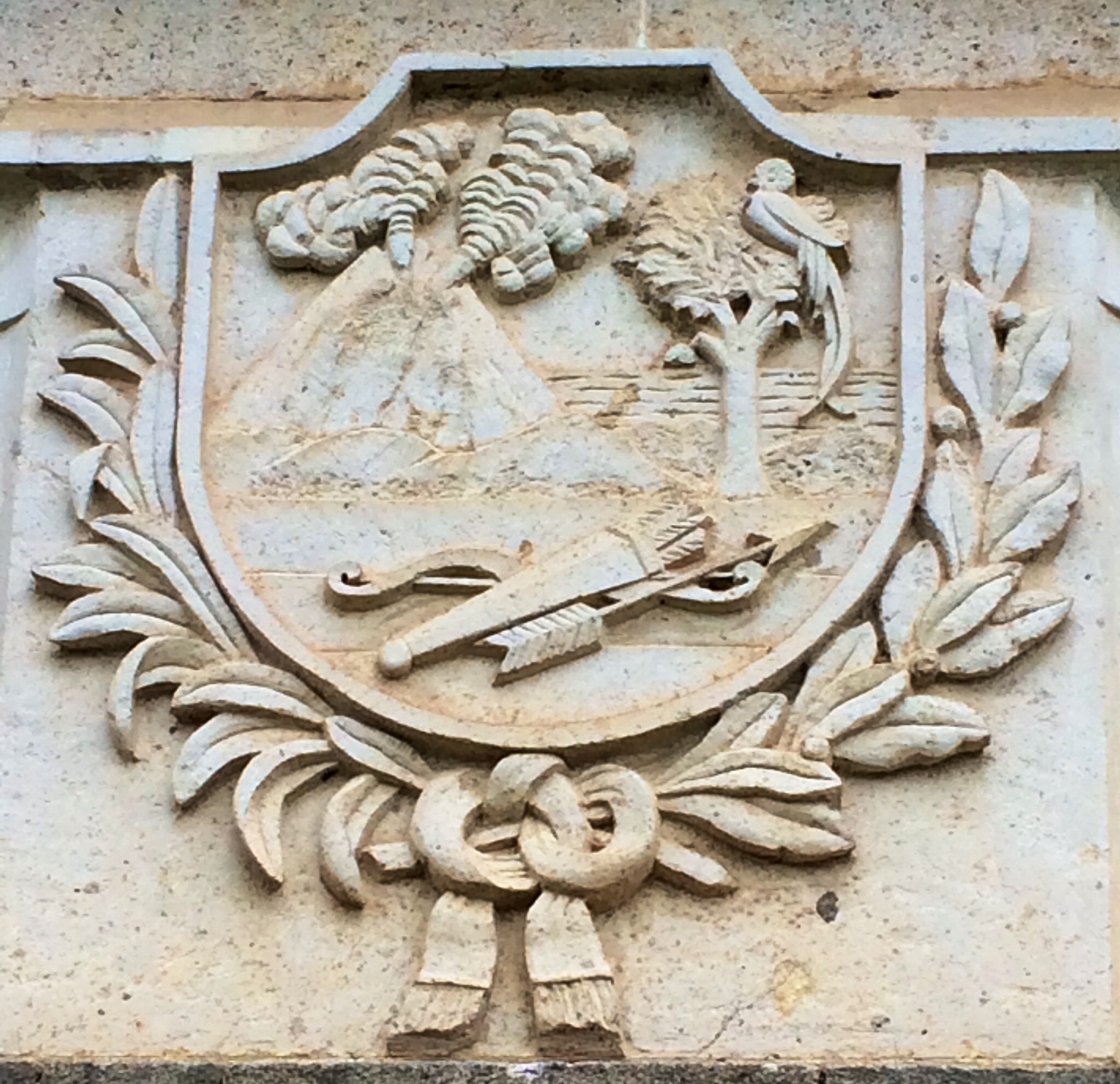
Armoiries de l'État de Los Altos